# 1923 у кіно

## Фільми
- Жінка з Парижа
- Кабінет воскових фігур
- Камео Кірбі
- Критий фургон

## Персоналії

### Народилися
- 1 січня — Валентіна Кортезе, італійська акторка.
- 15 січня — Весник Євген Якович, російський актор театру та кіно.
- 30 січня — Гайдай Леонід Йович, радянський кінорежисер, кіносценарист, актор.
- 11 лютого — Померанцев Юрій Борисович, радянський і казахстанський актор театру та кіно, режисер.
- 18 лютого — Дубровський Володимир Васильович, радянський український художник комбінованих зйомок.
- 28 лютого — Чарльз Дернінг, американський актор.
- 19 березня — Джузеппе Ротунно, італійський кінооператор.
- 22 березня — Марсель Марсо, французький актор і художник, мім.
- 4 квітня — Пітер Вон, англійський актор († 2016).
- 6 квітня — Шагалова Людмила Олександрівна, радянська російська акторка.
- 9 квітня — Ільїн Адольф Олексійович, радянський актор театру і кіно.
- 12 квітня — Енн Міллер, американська акторка і танцюристка.
- 14 квітня — Вертинська Лідія Володимирівна, радянська і російська акторка, художниця.
- 17 квітня — Ліндсі Андерсон, британський режисер театру й кіно.
- 23 квітня — Земляк Василь Сидорович, український письменник і кіносценарист чеського походження.
- 4 травня — Ерік Сайкс, британський комедійний актор, сценарист і режисер.
- 7 травня — Енн Бакстер, американська акторка.
- 12 травня — Зубков Валентин Іванович, радянський актор.
- 14 травня — Шахбазян Сурен Варткесович, радянський, український кінооператор, кінорежисер.
- 26 травня — Горст Тапперт, німецький актор.
- 15 червня — Панібрат Джеміля Керимівна, радянський, український організатор кіновиробництва.
- 17 червня — Єременко Микола Миколайович (старший), білоруський актор.
- 22 червня — Решетников Анатолій Георгійович, український актор.
- 13 липня — Пуговкін Михайло Іванович, радянський та російський актор театру і кіно.
- 19 липня — Курач Василь Миколайович, радянський і український кінооператор.
- 28 липня — Басов Володимир Павлович, радянський кінорежисер, актор, сценарист († 1987).
- 3 серпня — Коростильов Вадим Миколайович, радянський і російський поет, сценарист.
- 8 серпня — Мамаєва Ніна Василівна, російська радянська акторка, педагогиня.
- 9 серпня — Парфаньяк Алла Петрівна, радянська і російська акторка театру і кіно.
- 15 серпня — Наїм Фрашері, ралбанський актор театру і кіно.
- 24 серпня — Карасик Юлій Юрійович, радянський російський кінорежисер і сценарист.
- 28 серпня — Велта Ліне, латвійська акторка.
- 29 серпня:
  - Холіна Серафима Василівна, радянська акторка.
  - Жилін Віктор Сергійович, російський та український кінорежисер.
- 2 вересня — Грипич Володимир Григорович, український актор, народний артист СРСР.
- 7 вересня — Пітер Лоуфорд, британо-американський актор, продюсер.
- 9 вересня — Кліфф Робертсон, американський актор.
- 26 вересня — Алов Олександр Олександрович, радянський кінорежисер, сценарист.
- 1 жовтня — Темерін Олексій Сергійович, радянський російський кінооператор, режисер, педагог.
- 4 жовтня — Чарлтон Гестон, американський актор.
- 6 жовтня — Габай Генрих Саулович, радянський кінорежисер і сценарист.
- 8 жовтня — Адамський Ян Францішек, польський актор театру, кіно, телебачення, письменник.
- 16 жовтня — Лінда Дарнелл, американська акторка.
- 17 жовтня — Козлов Яків Семенович, радянський, український актор театру і кіно, режисер, драматург.
- 1 листопада — Мікаелян Сергій Герасимович, радянський і російський режисер театру і кіно, сценарист.
- 11 листопада — Король Павло Федорович, радянський і український кінооператор.
- 12 листопада — Лоріо, німецький комічний актор, режисер, письменник, художник-карикатурист та автор коміксів.
- 28 листопада — Глорія Грем, американська акторка.
- 7 грудня — Фігуровський Микола Миколайович, радянський і білоруський кінорежисер, сценарист, педагог, актор.
- 19 грудня — Скоробогатов Микола Аркадійович, радянський актор театру і кіно.
- 31 грудня — Блащук Микола Іванович, український актор театру і кіно, соліст оперети.
- Густав Голоубек
- Ерланд Джозефсон
- Леон Нємчик
- Решетников Анатолій Георгійович
- Слабаков Петр
- Тед Найт
- Юбер Дешам
- Темерін Олексій Сергійович
- Шишов Ігор Іванович

### Померли
- 15 квітня — Джесс Денді, американський актор німого кіно і театру.
- 2 червня — Гас Пікслі, американський актор театру та кіно, співак.
- 23 жовтня — Джо Робертс, американський кіноактор.
- 10 листопада — Річотто Канудо, італійський і французький письменник, есеїст, музикознавець і критик, засновник кінотеорії.
- 28 грудня — Френк Гейз, американський кіноактор.